# Mills (granata)
La granata Mills (o bomba a mano Mills) fu usata dai britannici nella prima guerra mondiale e la sua versione migliorata fu usata anche nella seconda guerra mondiale.
Anche se caratterizzata da una scarsa capacità esplosiva era maneggevole e leggera, quindi molto efficace negli scontri ravvicinati.
Con l'aggiunta di un disco o di una bacchetta sulla parte inferiore poteva essere usato come granata da fucile.

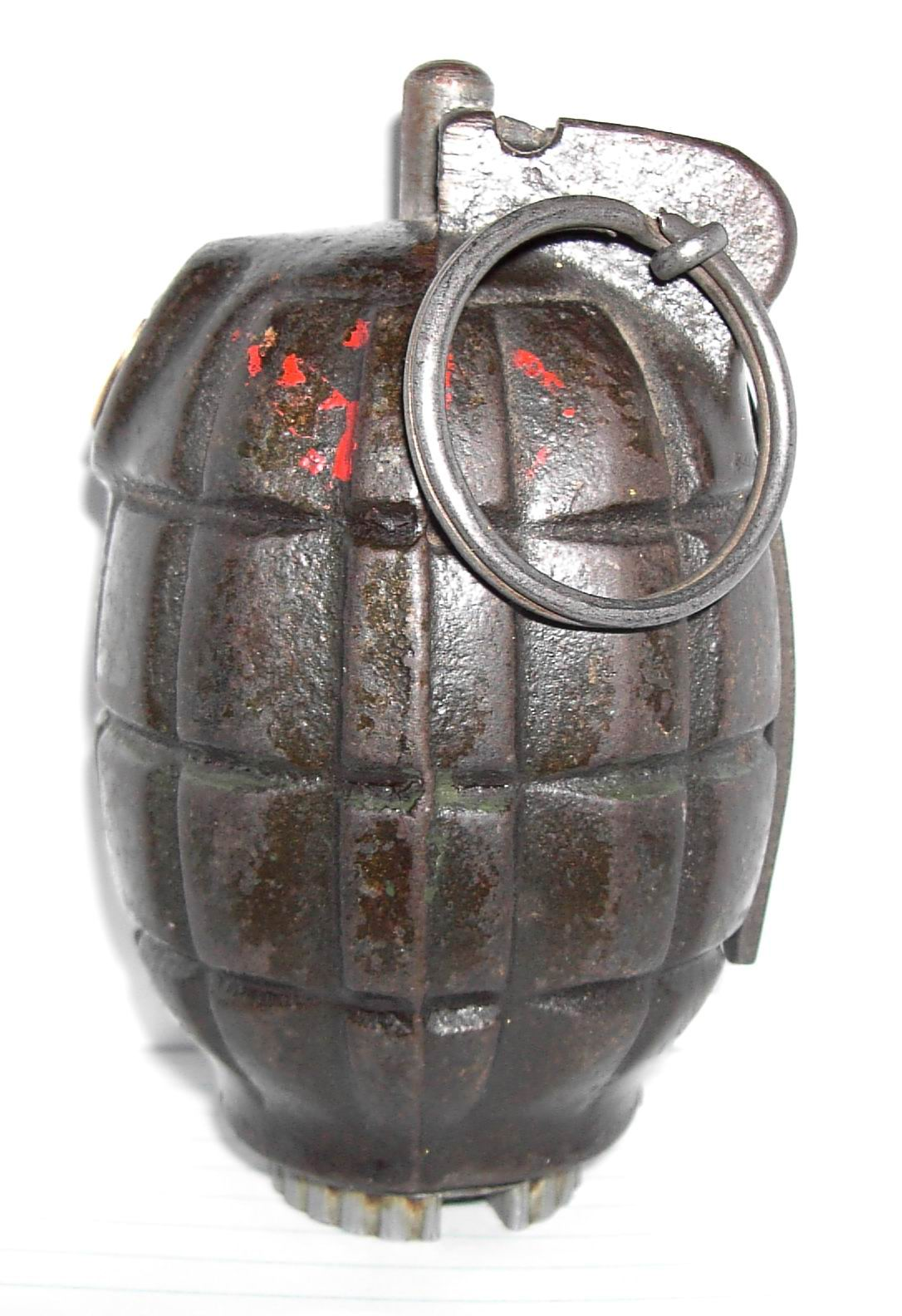
Mills 36M del 1940
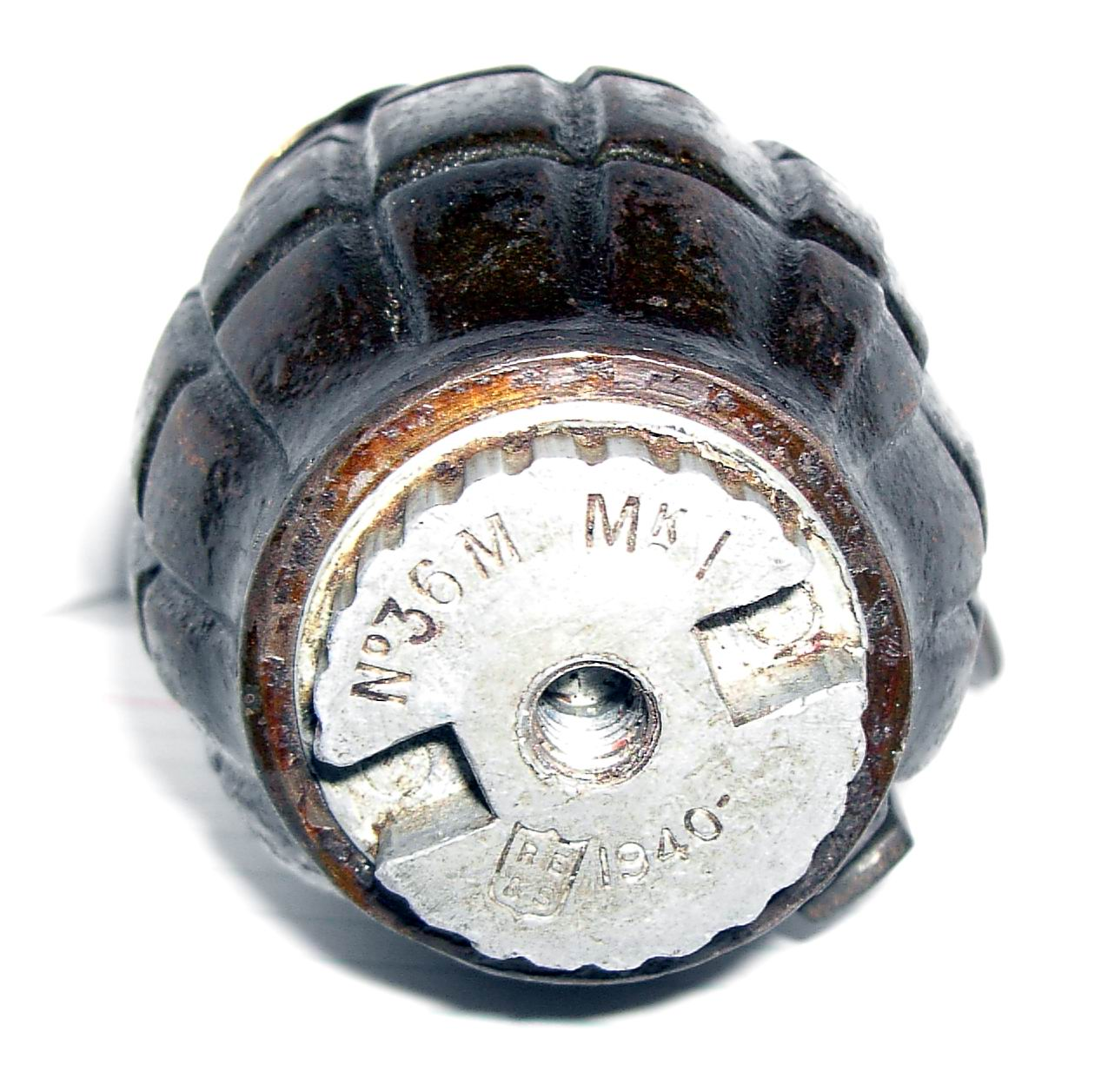
Base della 36M del 1940
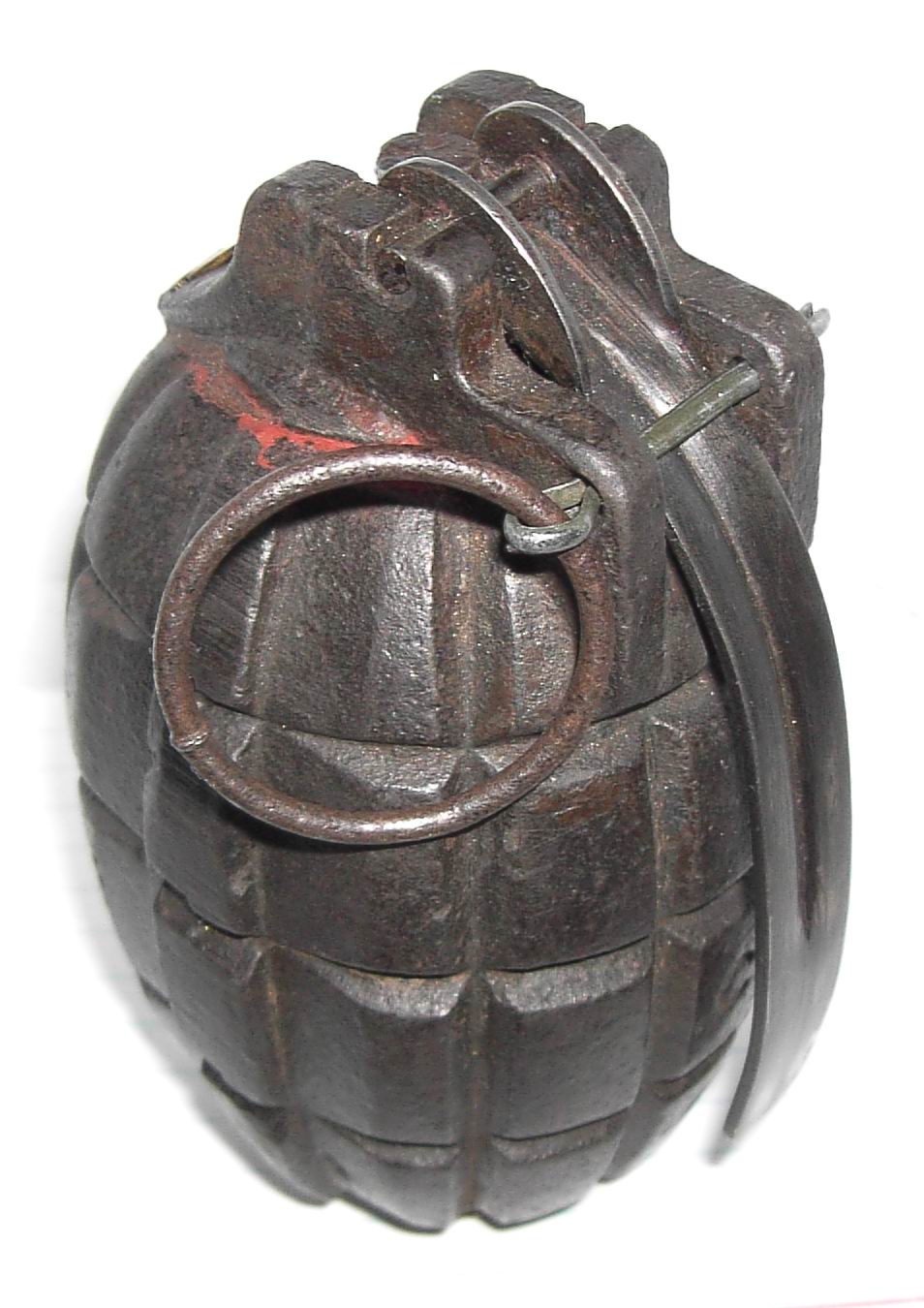
N°23 Mk II Mills
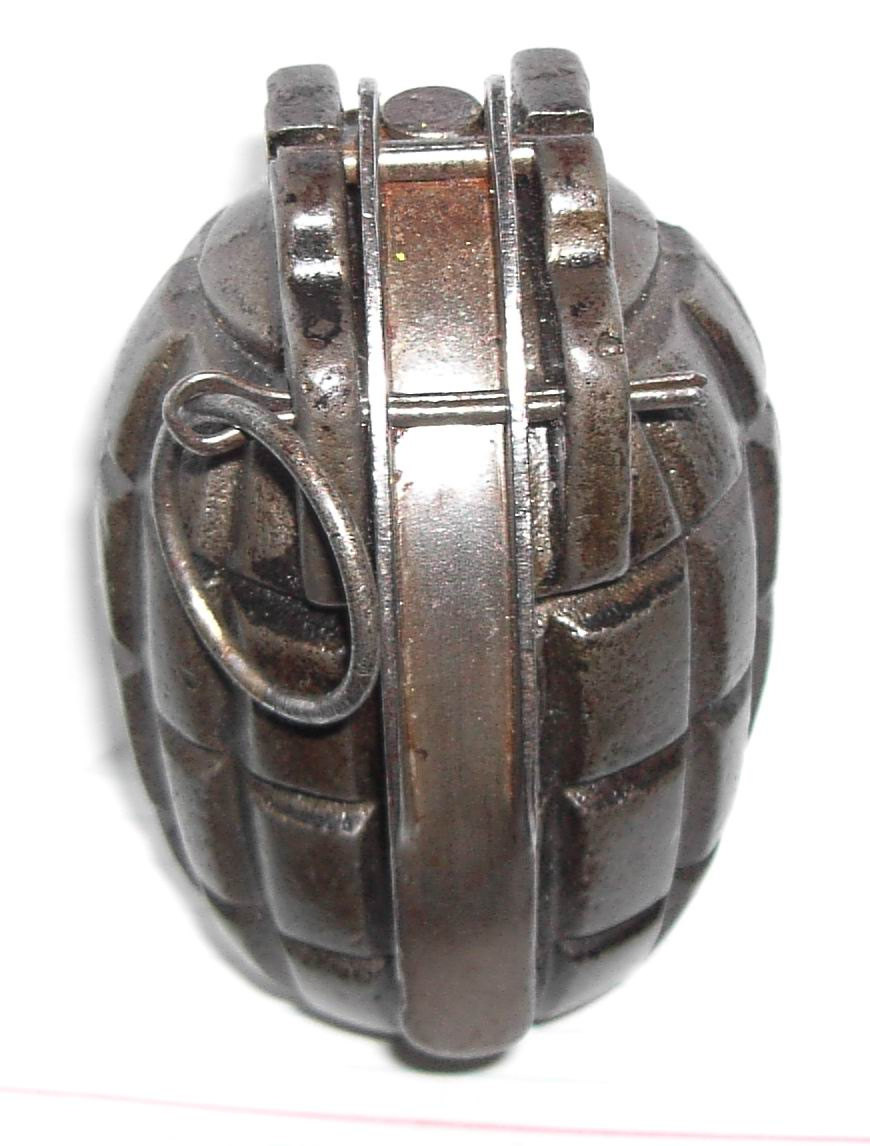
N°5 Mk II Mills
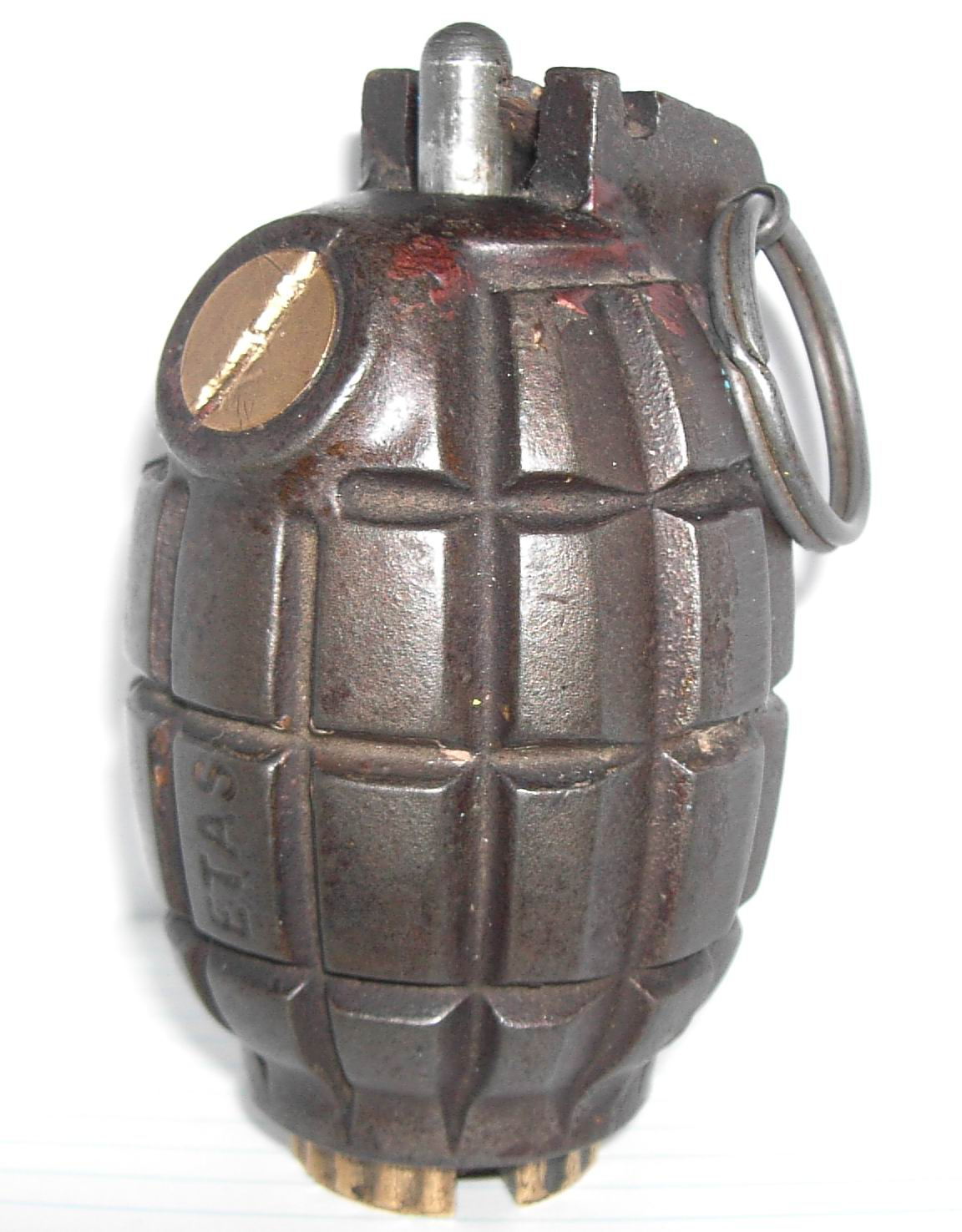
36M Mills
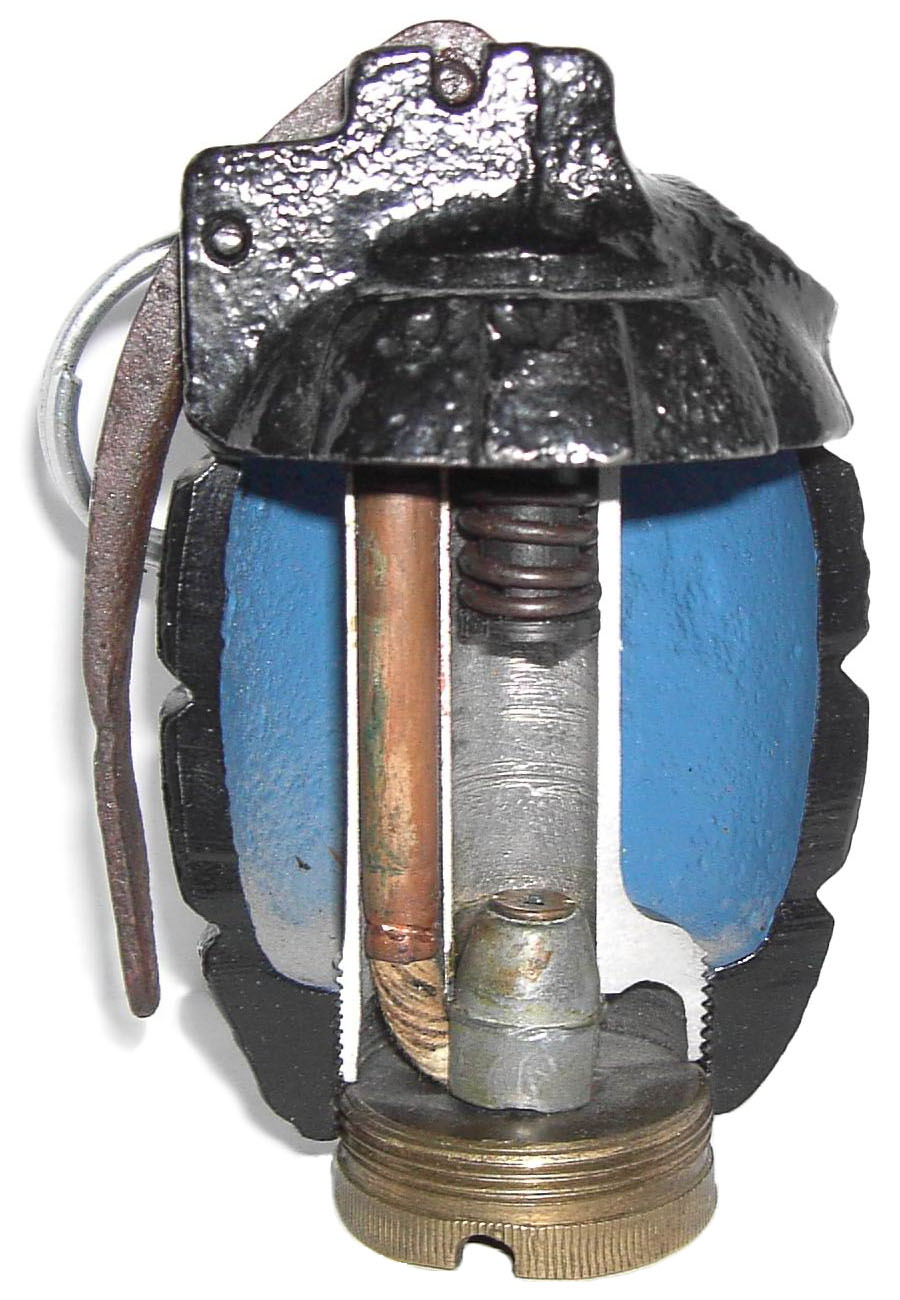
Spaccato della N°5 Mills